# 史丹吉氏小雨蛙
史丹吉氏小雨蛙（Micryletta steinegeri）又名臺灣娟蛙、史氏姬蛙。為姬蛙科下的一物種，為台灣特有種，主要分布於台灣中部及南部。本種過去曾被認為是德力姬蛙（Micryletta inornata）的同物異名。

## 描述
史丹吉氏小雨蛙為小型蛙類，體態較台灣其他小型狹口蛙修長，體長最長可達25 mm（0.98英寸）。本種顏色及花紋變化多端，背部一般淺褐色，有一些暗褐色粗大斑點，斑點有時綴連成2至4條深色縱紋。上臂背面橘紅色。通常在五月春雨過後，上百隻成群出現森林底層的暫時性雨水池中求偶鳴叫，雄蛙有單一外鳴囊，叫聲高而連續。
本種繁殖期主要在春夏之交。每次產卵200-350粒左右，卵粒小，卵徑約0.11mm，卵塊成片漂浮在水面，黏在水草或石頭上。蝌蚪頭部及背部圓盤狀，平扁透明但有些深棕色斑點。口位於吻端，眼睛在兩側，尾端尖細。和小雨蛙蝌蚪外型很像，但尾鰭較高，體色較深。本種曾為保育類，但後來因族群穩定而除名。

## 分布
本種僅分布於台灣，零散分佈在嘉義及台中近郊、曾文水庫、台南仙公廟、墾丁、台東、花蓮等地。

## 棲息地
本種主要棲息於闊葉林，有時也會在耕地或果園中發現。蝌蚪生長於暫時性雨水池。